# Pramadea denticulata
Pramadea denticulata là một loài bướm đêm trong họ Crambidae.